# Примаки (Краснодарский край)
Примаки — село в Динском районе Краснодарского края России.
Входит в состав Новотитаровского сельского поселения.

## Население
| 2002 | 2010 |
| ---- | ---- |
| 190  | ↗224 |